# Віллі Петер Штолль
Ві́ллі Пе́тер Што́лль (нім. Willy Peter Stoll; нар. 12 червня 1950, Штутгарт, Баден-Вюртемберг, Федеративна Республіка Німеччина — пом. 6 вересня 1978, Дюссельдорф, Північний Рейн-Вестфалія, Федеративна Республіка Німеччина) — західнонімецький терорист, член ліворадикальної терористичної організації «Фракція Червоної армії» (RAF).

## Життєпис

### Ранні роки
Народився у Штутгарт-Вайгінгені в родині ремісників. Відвідував гімназію імені Гегеля у Вайгінгені, проте був виключений у восьмому класі через недисциплінованість. Згодом закінчив приватну школу, де у 1969 році отримав спеціальність податкового асистента і працював за фахом у Морінгені.
У призовному віці проігнорував повістку та відмовився від служби, через що був доправлений військовою поліцією в казарми силоміць. Згодом Штолль добився статусу відмовника від військової служби за ідейними міркуваннями.
На початку 1970-х років разом із дружиною та донькою переїхав до квартири під Кіллесбергом, де в цей час проживали Фолькер та Ангеліка Шпайтель. Як член організації «Червона допомога», Штолль проводив кампанії за полегшення умов ув'язнення терористів «Фракції Червоної армії» і виступав як доглядач за членами RAF, ув'язненими у в'язниці Штаммгайм.
Згодом Штолль познайомився з адвокатом Клаусом Круассаном і став співробітником його юридичної фірми, що остаточно зблизило його з RAF і дало поштовх до вступу в організацію.

### Терористична діяльність
30 жовтня 1974 року Штолль, разом з іншими членами «Фракції Червоної армії», взяв участь у захоплення гамбурзького офісу Amnesty International на знак протесту проти умов утримання членів RAF у в'язницях. У тому ж році він здійснив невдалу атаку з використанням пляшки із запалювальною сумішшю на будівлю Штутгартської медичної асоціації.
Наприкінці 1976 року остаточно пішов у підпілля і залишив свою сім'ю.
Штолль, ймовірно, був причетний до пограбування зброярні разом з Кнутом Фолькерцем у Франкфурті-на-Майні 1 липня 1977 року. Злочин, ймовірно, був частиною підготовки до викрадення і подальшого убивства промислового лідера та колишнього члена СС Ганса Мартіна Шлеєра. За свідченнями Петера-Юргена Боока та деяких інших учасників теракту, Штолль брав безпосередню участь у викраденні та убивстві Шлеєра, а також в нападі на його ескорт.

### Смерть
6 вересня 1978 року Штолль відвідав китайський ресторан «Шанхай» у Дюссельдорфі, коли його впізнали відвідувачі й викликали поліцію. Під час спроби арешту поліцейськими в цивільному він витягнув пістолет і був поранений чотирма пострілами правоохоронця. Помер в кареті швидкої допомоги дорогою до лікарні.
Існують свідчення, що після убивства Шлеєра і подальших подій Штолль дистанціювався від RAF і зазнав психологічних змін. Через це Петер-Юрген Боок пізніше припускав, що він спровокував стрілянину в Дюссельдорфі задля самогубства.
Тіло Штолля було перевезено до Штутгарта, де той, у разі смерті, бажав бути похований на цвинтарі Дорнхальден, де у 1977 році за клопотанням бургоміністра Манфреда Роммеля були поховані ключові терористи першого покоління RAF Андреас Баадер, Гудрун Енслін та Ян-Карл Распе. Натомість Роммель попросив родину Штолля поховати його на старому цвинтарі у Вайгінгені, що і було зроблено 9 вересня 1978 року.

## Увічнення пам'яті
- У 1986 році гурт Clowns & Helden присвятив пісню «Willi Peter Stoll» на свого однойменного альбому питанню, якою людиною був Штолль.